# San Giacomo d'Acri
San Giacomo d'Acri is een plaats (frazione) in de Italiaanse gemeente Acri.